# Sundhoffen
Sundhoffen – miejscowość i gmina we Francji, w regionie Grand Est, w departamencie Górny Ren.
Według danych na rok 1990 gminę zamieszkiwało 1756 osób, a gęstość zaludnienia wynosiła 138 osób/km² (wśród 903 gmin Alzacji Sundhoffen plasuje się na 154. miejscu pod względem liczby ludności, natomiast pod względem powierzchni na miejscu 170.).